# Горст Нідерлендер
Горст Нідерлендер (нім. Horst Niederländer; 1 квітня 1908, Зенсбург, Німецька Імперія — 24 квітня 1944, Севастополь, УРСР) — німецький офіцер, оберст вермахту (1944, посмертно). Кавалер Лицарського хреста Залізного хреста з дубовим листям.

## Біографія
В 1927 році вступив в 3-й піхотний полк. Наприкінці 1934 року переведений в 45-й піхотний полк, з яким взяв участь у Польській і Французькій кампаніях. З кінця 1940 року — командир роти 686-го піхотного полку 336-ї піхотної дивізії. З червня 1942 року брав участь у Німецько-радянській війні. З 1943 року — командир 1-го батальйону свого полку. З лютого 1944 року — командир 336-го фузілерного батальйону. В квітні-травні 1944 року дивізія була знищена в Севастополі, а сам Нідерлендер загинув у бою.

## Нагороди
- Медаль «За вислугу років у Вермахті» 4-го і 3-го класу (12 років)
- Залізний хрест
  - 2-го класу (3 жовтня 1939)
  - 1-го класу (20 червня 1942)
- Штурмовий піхотний знак в сріблі
- Лицарський хрест Залізного хреста з дубовим листям
  - лицарський хрест (10 лютого 1943)
  - дубове листя (№491; 9 червня 1944, посмертно)
- Німецький хрест в золоті (21 квітня 1943)